# 网球

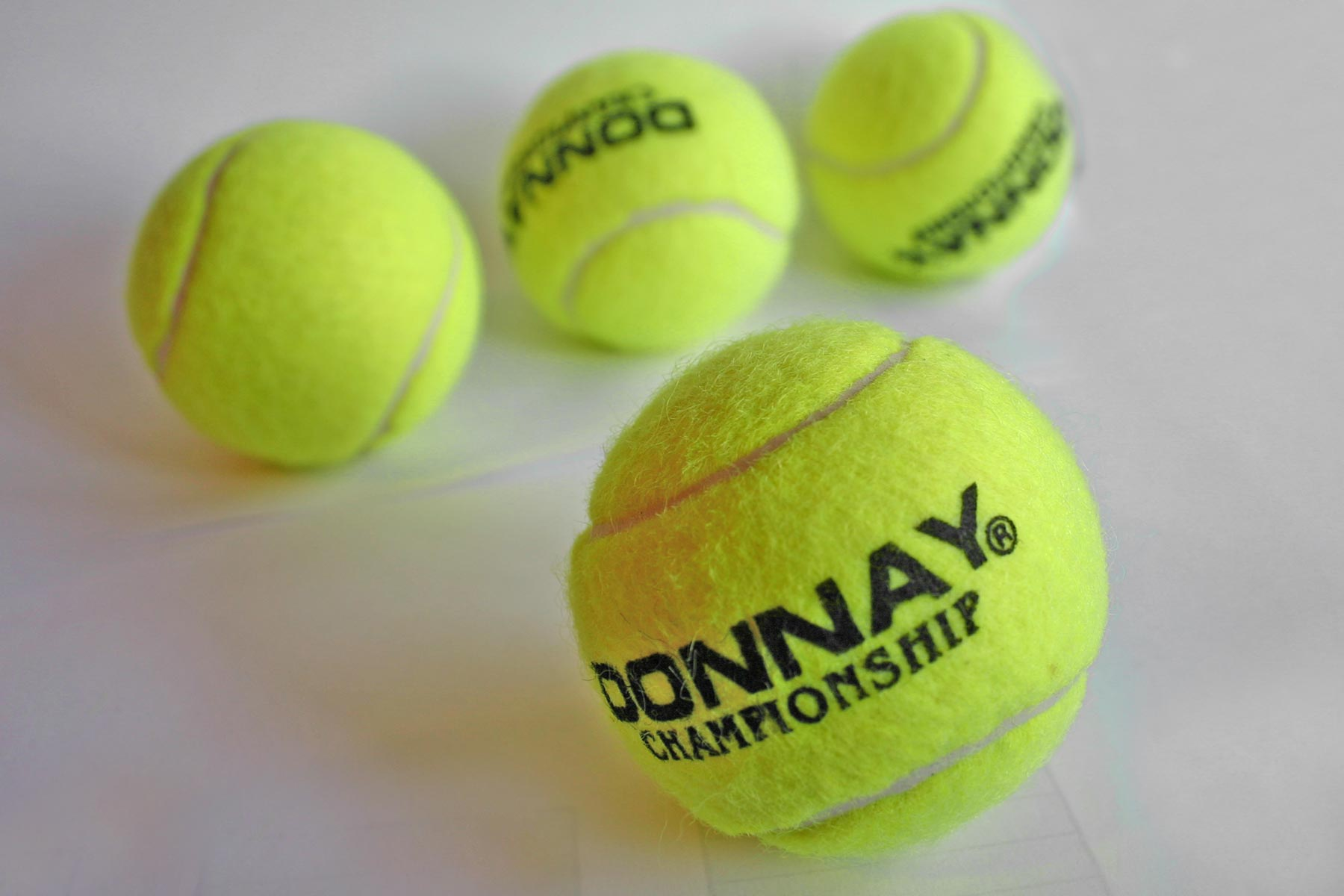
網球比赛用球

网球（英語：tennis）是一项运动，常见的有一对一的单打和二对二的双打，对抗双方隔着球网，用球拍将網球击打至对方场地中，目标是令对方无法将球打回我方場地，是一種需要體力和腦力的運動，且需要非常好的技術。
网球现在是一项奥运会比赛项目，适合社会各阶层与年龄段人群。现代網球起源于英格兰伯明翰的“草地网球”。1890年，网球比赛规则定型，至今调整不多，仅有的修改包括规定发球者的位置和引入“平分规定”，與1970年美国网球公开赛第一次試行搶七規則（由發明）。近来网球大赛引进了鷹眼系統电子监控和球员挑战规则，使球员有机会用技术手段确定球是否出界。
网球比赛的观众数目众多，“四大满贯”赛事特别受到关注，即澳网（澳大利亚）、法网（法国）、溫网（英国温布尔登）和美网（美国）。

## 歷史

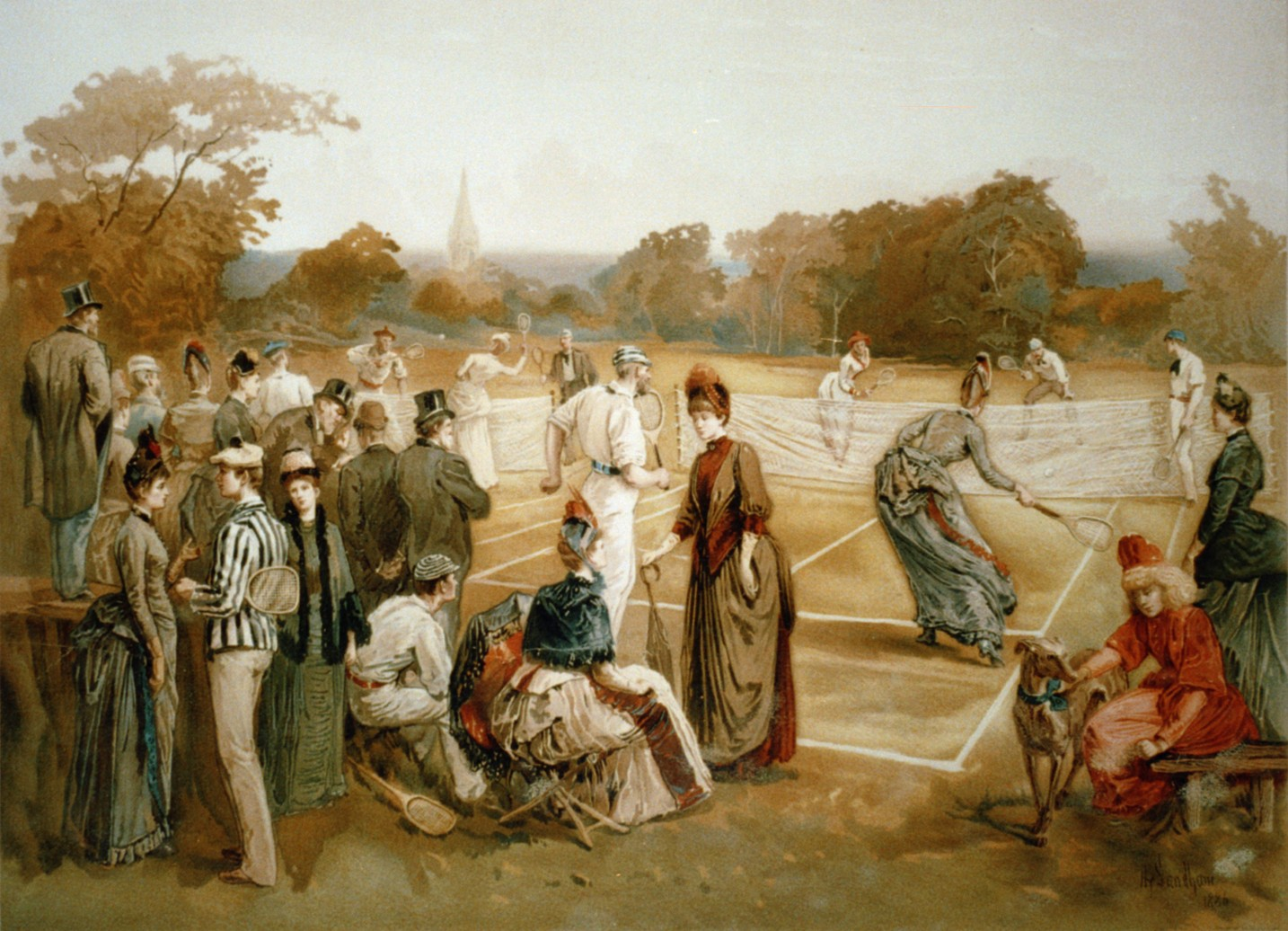
在美國，1887年草地網球

網球的前身是14世紀流行於法國宮廷的一種叫「掌球戲」（handball）的遊戲。規則是兩名玩家隔著一條繩子，使用手掌將被布包着頭髮製成的球互相對打。其後這種遊戲經過發展和改良，用網代替繩子，並將以手擊球改為用木製球拍，隨後木拍更拉上弦線。由18世紀開始，歐洲民間也開始出現這種遊戲，並且於19世紀盛行於歐洲。
現代的網球則於1873年12月由华尔特·科洛普顿·温菲尔德（Walter Clopton Wingfield）少校在英國发明，当时这个游戏是用来在后院的派对中取悦客人。他是根据老的室内网球或者称为原网球的游戏创造这项运动的。根据大多数网球历史学家所說，现代网球的规则大多由温菲尔德借鑑了掌球戲、室內網球、法國皇室網球這幾項運動的元素而來。
1877年在英国伦敦温布頓舉行了首場温布頓网球锦标赛，為現代網球史上最早的比賽。隨著国际网球总会於1913年成立，網球運動亦於世界各地得以廣泛發展。在1881年5月21日，美国国家草地网球联盟（现在的美国网球联盟）成立以规范规则和竞技制度的美国国家男子单打锦标赛，也就是现在的美国网球公开赛，於1881年首次在美国罗得岛州的新港举行，而美国国家女子单打锦标赛在1887年举行。此時，网球也在法國流行，法國於1891年舉行网球公开赛。如今，世界著名的网球公开赛有：溫布頓錦標賽、法国网球公开赛、美国网球公开赛和澳洲網球公開賽。今天，这四项赛事被称为大满贯。至1900年，著名的一年一度戴維斯盃網球公開賽在国家队之间举行。
1926年，商人C.C.派尔（C. C. Pyle）建立了首个职业网球巡回赛，队员由美国和法国网球运动员组成。最值得称道的早期职业网球选手有美国的温尼·理查德斯（Vinnie Richards）和法国女子苏珊·朗格伦（Suzanne Lenglen）。当一个队员成为职业选手后，他就不能参加业余选手赛。1968年，由於商業的壓力導致這項制度的廢棄，網球進入了開放年代（Open Era），又稱公開赛年代，即所有選手都可以競爭所有賽事，而頂級選手可以靠打網球謀生，這是網球運動的重要分水嶺，走向商業化、公開化、職業化。藉此，國際職業網球圈建立，借電視轉播網球傳遍了整個世界，從此不再是英國上流社會的專有運動。
1954年，詹姆士·凡·阿兰创建了国际网球名人堂，一个在美国罗得岛州新港的非营利博物馆。该博物馆里面搜集了大量的网球纪念品和大量全世界网球成员的奖品和奖章。每年，在此都要举行一次草地网球赛，并且举行接纳新的名人堂成员的典礼。

## 规则

### 基本规则

#### 发球

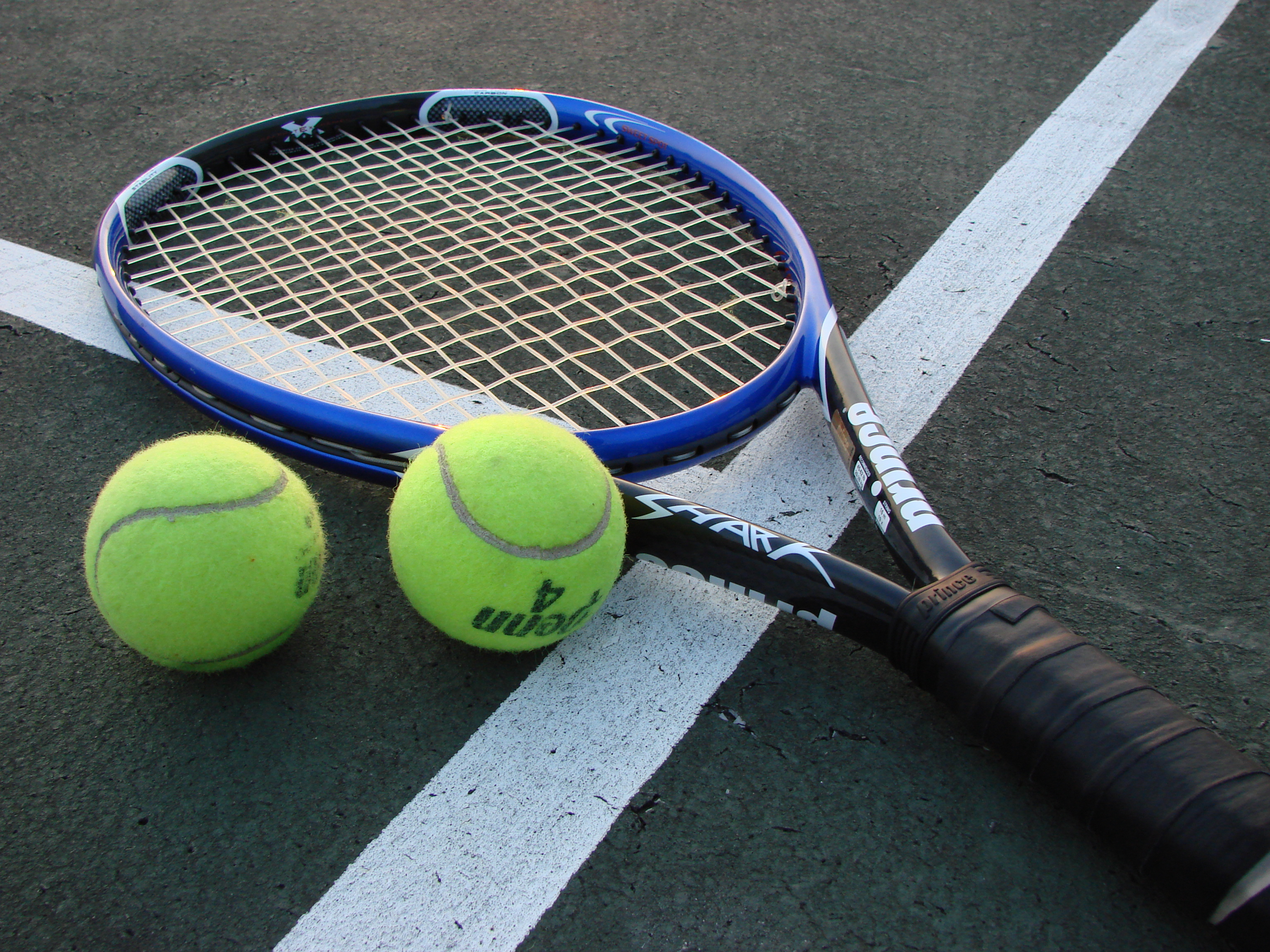
網球拍和網球

競賽雙方在球网两侧。其中一名（或一对）運動員为发球手，另一位（或一对）则是接球手。一般在一局比赛结束之后交换发球权。
发球手必须站在底线后面，但站立位置可选以增加不确定性。接球手可选择站在球网后面的任何一点，一般站在发球手的斜对面。在接球手示意准备完毕后，发球手开始发球。发球时，选手应该用手将球抛向空中任何方向（一般向上），然后在球落地之前用球拍击球。如果球手对抛球的动作不满意，可以让球自然落地，然后重新开始。但如果球手做出用球拍击球的动作但并未击打到球，则被视为发球失误。
发球手在发球的整个过程中，两脚不应该偏离最初的位置。发球手的脚可以离开地面，但是不得走动或奔跑；这是为了防止故意误导球的走向。违反此规定，或双脚偏离区域过大，可能构成违例。
在一次正确的发球中，发出的球应该越过球网（但不触及球网），并落在球网另一侧斜对角发球区中的任意一点。如果球触网但依然落在斜对角的发球区，则构成触网，应该重新发球（但不记为发球失误）。如果球落网、没有过网前就落地、落地前触碰到除球网外的任何物体或没有落在斜对角发球区，就是一次发球失误。第一次发球失误后发球手可以再发一次，但如果依然失误，则稱之為雙發失誤（簡稱雙誤，Double fault），让对手得一分。
ATP与ITF目前正在讨论修改发球擦网的规则，2013年的前三个月，ATP挑战赛试行新规则，发球擦网入界将被判为发球失误，而不是“Let”（受到障碍）。

发球动作的模拟动画

发球成功之后，接球手回击。球员应该在球回弹两次之前用球拍击球一次，使球穿越球网并落在对方球场内的落在一個地方，否则就失一分，但也要注意有沒有出界。
球手在球落地回弹之前就击球，依然有效，此為「截擊」。但触碰球网、在球穿越球网前击球、用球拍之外的任何物体击球、故意击球两次等其他行为都将导致失分。在双打比赛中，在发球与首次回击后，搭档中的任何一位在任意回合中都可击球，但不得同时击球。以15、30、40來記算分數，40分再贏得一分那方可獲得一局，如果雙方都40分，再贏一分的會在後面顯示「ad，即advantage」，ad的那方再贏一分则赢下此局，但若對方贏下这一分，ad方就要扣掉「ad」双方比分重回“局末平分”（deuce，记分牌上重显40:40）；每6局可得一盤，比賽通常使用「3盤2勝」、「5盤3勝」，有一方贏得一局後，雙方分數都要歸零。

1. 网球场上的标线

### 记分

#### 局
一局比赛只有一名運動員发球，每一次发球必须在半场的两个发球区轮流，每局第一次发球应先从右边开始。
网球每局的记分方法：从0至3分分别为“零”（love）、“十五”（fifteen）、“三十”（thirty）和“四十”（forty）(AD)。记分时，发球手的得分在前。因此“30比0”的意思是，发球手赢得2分，而接球手还未得分。
当双方運動員都得到了3分时，一般叫“平局”（deuce）而非“40比40”。在出现平局后一名球手再得一分，被称为“占先”（advantage），而不再记分。如果在占先的情况下失去一分，就再度回到平局；如占先后再得一分，就赢得一局。发球手占先，或在领先对手2分及以上的情况下，被称作握有“局点”（game point）；如果是接球手处于相同情况时，被称作握有“破发点”（break point）。如果赢得这一局后又恰好可以赢得一盘，就可称作“盘点”（set point），能赢得比赛就称作“赛点”（match point），決賽的賽點則稱作“冠軍點”（championship point）。
每次发球前，比赛裁判应当口头报出本局比赛的比分。在没有裁判的比赛中，发球手应该报分。

#### 盘
一盘由多个局组成，当一名或一组運動員获得规定条件的局数后，一盘比赛结束。運動員在每个单数局结束后交换比赛场地。一盘中局数的比分是以正常的数列表示的。每局比赛前由裁判报出本盘比赛的比分。
基本上，率先获得6局比赛胜利并领先对手至少2局的運動員赢得该盘；若其中一方贏得6局卻未領先至少2局，則該盤必須繼續，直到一方領先2局為止（亦即達到6比4、7比5、8比6等比數的話該盤便告結束，但若比數為6比5、7比6、8比7等，則該盤繼續，因為領先一方並未領先2局）。這種計分法稱作“領先盤”（advantage set）。這種計分方式在職業賽中時常僅出現於最後一盤（五盤三勝比賽中之第五盤，或三盤兩勝比賽中之第三盤），但亦有不少賽事僅採用此形式。
目前另一常见的记分方法是，当双方在一盘中战至6比6时，會举行一局特殊的“决胜局”，又称“抢七局”。贏得此决胜局的運動員就以总局数7比6赢得该盘。还有些时候，在5盘制比赛中的最后一盘，如果双方战成6比6，就没有决胜局，而采用传统的方式直到一方连续获得2局的胜利后比赛才结束。
在决胜局比赛中，记分采用正常的数列表示，率先获得7分并领先对手至少2分的運動員获胜。决胜局开始时的发球权归上一局比赛的接球手，该名運動員在自己的右边发球区发球，然后将发球权交给对手。接下來雙方在每两次发球後便交換发球权。每名選手在其每两次发球中，先在左邊發球区发球，再在右邊發球區發球。每次比數總和達至6的倍數後，雙方須交換場地。決勝局完結後，雙方亦須交換場地，因為決勝局必定是單數局（一盤中的第13局）。

#### 比赛
大多数比赛由多盘组成，而且总盘数一般为单数。大满贯男子单打比赛有5盘，率先赢得3盘的運動員获胜；而其他比赛一般有3盘，率先赢得2盘的運動員获胜。
发球权在每局比赛後交換，不受一盘比赛的开始或结束影响。决胜局亦算作一局比赛。
一场比赛的总比分可以只给出总盘数的比分（例如 3-1，表示胜者赢3盘，败者赢1盘），也可列出所有局数的比分，但必须先列出胜者的比分，例如 7-5, 6-7(4), 6-4, 7-6(6) 採用的就是后一种记分方式，表示获胜的一方赢得了第一、第三和第四盘的胜利，而第二和第四盘是靠决胜局决出胜负的。在括号中的数字表示的是输的一方在决胜局中得到的分数，例如第二盘决胜局的比分就是4-7，而第四盘决胜局的比分则是8-6。

#### 决胜局/决胜盘
在现在网球比赛中，为了加快比赛进程，在双方平局局数足够高时将不再延长比赛而采用一局特殊的决胜局结束一盘比赛。决胜局规则为现在大多数公开赛所采用，但并不是强制使用。温布尔登网球锦标赛在第五盘时仍然采用长盘胜负（首先净胜两局的運動員赢得比赛），不過這項傳統在2019年起將作修改。紧接着澳网也进行了规则上的修改，最后一个采用长盘决胜制度的法国网球公开赛也于2022赛季起改为在决胜盘中施行「抢十」的规则，标志着决胜盘长盘决胜正式进入历史。
在一般的决胜局（又称“抢七”）中，首先获得7分且净胜2分以上的運動員赢得该盘比赛。由于在决胜局中双方交替发球，无论哪一方获胜该局均不会被记入保发/破发局。
在双打比赛中，有时也会使用一种特殊的决胜盘（“抢十”）。如果双方在前两盘各下一盘，那么第三盘将为一局决胜负，首先赢得10分且净胜2分以上的一方赢得比赛。
目前四大满贯决胜盘赛制如下：
澳网和法网：先赢6局者获胜，如果双方打到5-5的情况下，先赢7局者获胜；如果双方打到6-6平局时进行抢十大战
温网：先赢12局者获胜，如果双方打到11-11的情况下，先赢13局者获胜；如果双方打到12-12平局时进行抢七大战
美网：与常规盘一样进行抢七大战

### 人員
在一場正式比賽中，除了球員外，還有相關人員在場。網球比賽的主裁判坐在球場外一邊的中間的高椅上，他對比賽中所有事件擁有最終仲裁權。此外還有邊裁協助主裁判的判決，他們主要的工作是決定球是否落在規定的區域內，以及檢查球員發球時是否違例。此外還可設一名網裁，負責判斷發球時球是否觸網。
比賽中還可設球童，負責撿球以及將球和毛巾遞給球員。他們不負責比賽的裁決。場外裁判一般坐在觀眾席中，擁有對比賽規則的最終解釋權。

### 其他
网球比赛应该是连续进行的，因为运动员的体能也是比赛胜负的决定因素之一。大多数情况下，发球应在上一次得分后20秒内进行；球员交换场地（每两局）后则应在90秒内发球。每盘比赛后有120秒的休息时间。通常在正式比赛中，球员如果出现伤病，被允许有限次数的短暂停呼叫治疗师入场治疗。除此之外其他拖延比赛进程的行为会被警告甚至罚分。
由于球的状况也是决定比赛结果的因素之一，所以球的使用有严格规定。在正式比赛中球的损坏速度是非常快的，所以规定每9局比赛需换一批新球。不过比赛开始后使用的第一批球在7局比赛后就要更换，因为该批球在球员的热身运动中就已经使用过了。如果由于种种原因比赛被迫中断（大多数情况是由于天气问题引起的）后重新开始时，运动员需要再次热身，就必须使用新的球，热身结束、比赛正式恢复后再用之前使用的球。
轮椅网球比赛可以在健全人或需要轮椅移动的残疾人之间举行。在这种比赛中运动员必须坐在轮椅上击球，球员也被允许可在球反弹2次后再击球。这个规则使得残疾人和健全人之间的混合赛变得可能。
还有一种叫“加拿大式双打”的网球比赛形式，由1名球手与2名球手对打。对单人方，使用单打规则，即对方回球必须落在单打线内；对双人方，使用双打规则，即，对方回球落在双打线内即算有效。

## 球場

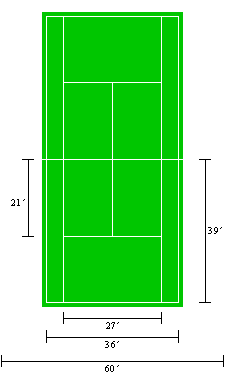
網球場示意圖
（長度单位：英尺）

网球比赛在一个长方形的场地上进行。网球场地上用白线划出界线。标准网球场的长度是23.77米（78英尺）。单打比赛的球场宽度定为8.23米（27英尺），双打比赛则为10.97米（36英尺）。球场左右两旁的线相应地称为“单打边线”或“双打边线”。球场两端的白线称为“底线”。两条底线的中间标有短小的中界点。球场周围必须留出空间。
球网与球场的底线平行，穿越整个球场，将球场分为相等的两部分，因此球网与两条底线的距离各为11.89米（39英尺）。球网两端悬挂在两边的网柱上。网柱中心在双打边线外的91.4厘米（3英尺）处。球网在网柱处的高度为1.07米（3英尺6英寸），在球场中央的高度则是91.4厘米（3英尺）。球网顶部用白色网边布包缝。
球场上还有两条发球线，以划分出发球区。发球线与底线及球网平行，距离球网6.40米（21英尺），两头连接到单打边线。发球中线则与边线平行，从球网的正中开始，到发球线为止。网球场的四个发球区边界分别为球网、一条单打边线、一条发球线和发球中线。
國際網球比賽中，所使用的網球場地按材料主要有4種：草地、红土、硬地与地毯。
不同的场地提供不同的球速和弹跳。硬地有很多种类，从老式的混凝土，室内地毯球場室，室内木质地板到类似AstroTurf的人造草地。
硬地和草场被视为快速场地，球速快，反弹低，使得击球短，更有力，因而强力发球型球员拥有优势。四大满贯赛事最初都是草地，现在澳网和美网为硬地，法网是红土，温网是草地。

### 草地
草地球場通常是天然草地，草皮須疏密均勻。而這種場地的造價和保養費用都很高，亦不易保養，所以也漸被其他種類的場地或人造草地取代。由於草地的表面平滑，球在上面的彈跳低、速度快，適合擊球時平擊較多的球員。草地球場常見於英國及澳洲，也是溫布頓網球錦標賽（温网）所選用的場地。

### 红土
红土球場被视为慢速场地，因为球反弹相对较高较慢，使得球员不容易击出无法回击的球。在红土球场上，出线的裁决相对容易，因为网球会在土场表面留下痕迹。

### 硬地
硬地球場是於地面上塗上多層塑料或橡膠，使場地有不同顏色的清晰分區。而這種場地造價較低，很容易保養，亦相當耐用。美国网球公开赛（美网）曾由泥地（1975-77年）改用硬地；澳洲網球公開賽（澳网）也由草地（1985年及以前）改用硬地。
儘管美网與澳网的場地皆使用硬地，兩者仍有些許的不同：美国网球公开赛的場地塗料較澳大利亚网球公开赛來得更少摩擦，因此美网的球速較快、較接近草地場地、澳网相對較慢較接近紅土場地。

### 地毯
地毯球場的製作材料為塑膠類物質，像地毯一樣鋪設於地即可成為一網球場，不用時亦可收起。室內場館常使用。2009年後已不再使用。

## 网球赛事
著名网球赛事包括网球大满贯、戴维斯盃网球赛、ATP年终总决赛、ATP1000大师赛、女子協會盃網球賽、年終賽、奥运会网球比赛等等，而戴維斯盃、協會盃跟奧運是代表國家，跟其他賽事代表個人不同。

### 大满贯
大满贯是一年一度网球赛事中最重要的四項赛事，即澳洲网球公开赛（澳网）、法国网球公开赛（法网）、溫布頓網球錦標賽（温网）、美国网球公开赛（美网）。
| 时间    | 比赛               | 地点     | 场地                 |
| ------- | ------------------ | -------- | -------------------- |
| 1月     | 澳大利亚网球公开赛 | 墨尔本   | 硬地（Plexicushion） |
| 5月-6月 | 法国网球公开赛     | 法國巴黎 | 紅土                 |
| 6月-7月 | 溫布頓網球錦標賽   | 英国伦敦 | 草地                 |
| 8月-9月 | 美国网球公开赛     | 美国纽约 | 硬地 （Decoturf）    |

### ATP世界巡迴賽大師1000賽
ATP世界巡迴賽大師1000賽由九項賽事組成，是男子網球僅次於大滿貫的重要比賽。所有賽事皆為每年舉辦，每奪得一個冠軍即可獲得世界排名積分1000分。當職業網球聯合會主席漢密爾頓·約旦於1990年上任時，大會將當時除大滿貫外最重要的九項賽事改制為「超九」賽事，即為後來的網球大師系列賽。每年11月網球賽季結束後，世界排名前八的選手還可參加一項採分組循環的ATP世界巡迴賽總決賽。這項賽事目前在英國倫敦舉行。
2007年8月31日，ATP宣布將在2009年實施大規模改制。大師賽將改名為「大師1000賽」，新名稱中的數字1000代表每場比賽奪冠者可獲得的排名積分。與原先計畫不同的是，賽事數量仍將維持九個：蒙地卡羅大師賽將留在該系列中，但不會強制選手參加；漢堡大師賽被降級為500分的賽事；馬德里大師賽將移師到5月成為紅土賽事，而新增的上海大師賽將接替原本馬德里的10月室內賽事。在2011年，九項1000級賽事的其中六項將與WTA巡迴賽結合。
目前的大師1000賽（2009年起）
| 時間 | 比賽               | 地點                 | 場地     |
| ---- | ------------------ | -------------------- | -------- |
| 3月  | 印第安維爾斯大師賽 | 美国加州印第安維爾斯 | 硬地     |
| 3月  | 邁阿密大師賽       | 美国佛羅里達州邁阿密 | 硬地     |
| 4月  | 蒙地卡羅大師賽     | 摩納哥蒙地卡羅       | 紅土     |
| 5月  | 馬德里大師赛       | 西班牙馬德里         | 紅土     |
| 5月  | 羅馬大師賽         | 義大利羅馬           | 紅土     |
| 8月  | 加拿大大師賽       | 加拿大蒙特婁和多倫多 | 硬地     |
| 8月  | 辛辛那提大師賽     | 美国俄亥俄州辛辛那提 | 硬地     |
| 10月 | 上海大師賽         | 中国上海             | 硬地     |
| 11月 | 巴黎大師賽         | 法國巴黎             | 室內硬地 |

### 职业网球组织
相关组织有国际网球总会（ITF），职业网球联合会（ATP，主管男子职业网球），和女子网球联合会（WTA，主管女子职业网球）。

## 技术和战术
网球的技术主要包括发球技术和击球技术，而击球技术又包括正手击球（forehand），反手击球（backhand），上网截击（Volley）和过顶扣杀（Overhead smash）等。网球的战术也有很多，就有代表性的战术有发球上网，即在自己的发球局发球后上网截击对方的回球，前提是发球破坏对方的回球，使上网成功率增加。最有代表性的发球上网选手有皮特·森柏斯、帕特里克·拉夫特與羅傑•費德勒等。

### 技術

#### 握拍
一般的握拍方式有大陸式握拍、東方式握拍、半西方式握拍、西方式握拍。
1. 大陸式握拍：食指的第一個指節壓在握把的右方第一個斜面，手掌根部貼住右上平面，拇指直伸圍住拍柄，食指第三指節緊貼在右上斜面上。
- 長處：大陸式握法適用於發球，網前截擊，扣球和防衛性的打法，亦可正、反手抽擊，削(切)球，亦無須在正、反手之間切換，所以許多球員只使用大陸式握拍一種握法來應付所有情況。尤其是網前截擊，因爲不需要切換正反手，所以可以很快地作出反應。另外，因爲這種握法讓拍面相對地開放（開放的拍面是指球拍的拍面和球網平行，封閉的拍面是指球拍的拍面和球網垂直。所以在處理離地面較低的球和平擊球是比較有利的。)
- 短處：由於很難打出好的上旋球，當球員要想打出有威脅的球或救球時，它要求的精確度比其他握法都要高，所以穩定而準確擊球是球員要面對的難題

現階段，幾乎以無選手採用此握法，因為旋轉太少，在發力擊球的情況下，很容易出界或是掛網。
2. 東方式握拍：
2.1 東方式正手握拍法：東方式正手握拍法如同我們與對方握手的姿勢一樣，先把手平貼在拍面上，保持手掌與拍面平行，手順著拍面滑下來到拍柄上，手握緊拍柄。將食指的第一個指節，對準拍柄右方垂直面，拇指環繞球拍拍柄至與中指接觸，手掌與食指第三指節壓住拍柄右垂直面，食指稍離
中指，拍柄底部與手掌根部齊平。
2.2 東方式反手握拍法就是左手打正拍的概念，所以左手食指的第一指節壓在左方的垂直面，右手會轉成截擊的握法，食指的第一個指節壓在正上方。
- 長處：東方式握拍是被公認是最容易學的，而且可以讓球手打上旋球和有攻擊性的平擊球。最後就是可以很快讓球手轉換握拍，所以喜歡站上網前的球手通常選用這種握拍方法。
- 短處：雖然擊球區在離地面較高和在球手所站位置的較前方，對處理離地面較高的回球仍然是比較吃力。另外，在和對手打底線拉鋸戰時，它仍然處於下風。

3. 半西方式握拍：將食指的第一個指節壓在右下斜面。
- 長處：這是底線型選手用的握拍方法。因爲用這種握法可以打出穩定的上旋球，讓球手可以更好的控制球的落點。對處理離地面較高的球十分奏效，因爲擊球區離地面更高和離身體更前面的位置。
- 短處：對處理低球處於被動狀態，因爲拍面是和地面平行，所以球手要另外把球拍移到球底部把球撈起來，另外網前球也是死穴，因爲不方便轉換到大陸式握法。

目前為全球最主流的握法，因為現今的網球要求旋轉度高，要安全的過網高度。
4. 西方式握拍：將將食指的第一個指節壓在握把的下面，正拍及單手反拍用同一拍面擊球。
- 長處：採用這種握法的球員從球的底部向上並向前打出，因此可以打出又高又強有力的上旋球，令對手停留在底線以外，它是紅土球手的首選握法。
- 短處：處理軟弱高球十分困難, 不好發力。

擊球旋轉很多，但對於軟弱的高球，很難發力，現今選手很少採用此握法。
5. 雙手反拍：右手是截擊的握拍法，握在球拍拍柄的底部，手掌根與拍柄對齊。左手握在右手的上方，作東方式正手握拍法。左手擊球佔９成，右手只佔１成。
雙手反拍是現今９成以上的選手採用的握法，第一,能平衡左右的肌肉發展，第二,擊球較單手反拍穩定，第三，單手反拍對於高球很難推送。
6. 單手反拍: 擊球帥氣，動力鍊發力順暢，比較不會有同手同腳的問題，握把方式為將食指的第一個指節壓在正上方，小姆指切齊握把下方，食指微微向上分開握住握把，同時左手要扮演板機的角色，在擊球前要扣住球拍，將球拍輕輕向後拉，擊球前再將球拍釋放出來，增加擊球質量。
缺點:高球難推送，擊球穩定度較低，長期正反拍都使用右手，增加受傷風險，現在職業網壇約５％的選手使用此握法。

#### 发球
由于网球比赛的胜利要建立在赢得对方发球局胜利（破发）的基础上，而一般来说发球的一方占有比赛的优势，因此发球在网球比赛中是至关重要的。如果有良好的发球技术，在保证自己的发球局基础上，伺机破坏对方的发球局从而赢得比赛的胜利才能成为可能。
在网球发球的时候，球员要站在底线之后的一边，向对面的发球区发球。高水平的运动员一般都将网球抛起，身体后仰，将球拍举过头顶，然后利用身体的扭曲带动球拍向身前或者一侧用力下挥，抽击或者削击在头顶空中的网球，使网球快速的落入对方的场地，以破坏对方的回球，从而取得优势。在击球的过程中，抽击和削击产生的发球的飞行轨迹不同。抽击往往产生极快的直线速度，而削击的网球速度则相对不高，但可以产生旋转，使发球的轨迹产生变化，同样有威胁。
发球的方向也有一定的区别。由于网球的发球区是对方场地上跟发球者相对的一个矩形区域，因此为了产生更大的方向变化以迷惑对手，发球者往往会选择将球的落点尽量接近矩形的两个角附近，其中靠近场地中心的角称为内角，位于场地边线上的角称为外角，落点在内角或者外角的发球则叫做内角发球和外角发球。还有一种发球也是经常使用的，就是朝向对方身体的发球，这种发球由于球速较快，使对方没有时间反应，也经常起到良好的效果。如果一个发球成功，而且对方的球拍没有碰到来球，从而使发球者直接得分，这种发球叫做ACE球，意思是最好的发球，如果这个ACE球是外角球或者内角球，则称为外角ACE或者内角ACE。
在正式重大比赛中，网球场往往安装了基于多普勒效应的测速机器，在球员每一次发球之后测量并显示发球的时速，时速越高的发球通常威胁也越大。男子职业网球发球的时速一般是180公里/小时（第一发球）和150公里/小时，女子则低一些。目前正式比赛中，最快发球时速是263公里/小时，由澳洲选手山姆·格罗斯(Samuel Groth)在ATP Challenger event in Busan（South Korea）所發出。

#### 正手擊球
網球正拍擊球指右手球員从身体右侧击球，击球后球拍从体前划过，最后停留在身体左侧。左手球员相反。它是網球基本技術中常用的擊球方法，往往是初學者最先學習的技術，包括上旋球、下旋球、平击球等。正手上旋球速度快，而且不易失误，往往用于进攻和双方僵持对拉。正手的握拍有大陆式、东方式、半西方式和西方式。大陆式可以打出下旋球，同时方便反手击球。半西方式和西方式有利于打出强烈的上旋。正手一般是单手握拍，但也有一些优秀运动员采用正手双手握拍。

#### 反手擊球
反手擊球指右手球员从身体左侧引拍击球，击球后球拍从体前划过，最后停留在身体右侧。左手球员相反。相對於正手擊球，反手擊球较难掌握。反手擊球根据球的旋转可分为上旋、下旋和平击，根据握拍手可分为单手反拍和双手反拍。單手反拍就是僅僅用持球手反手擊球，控制的范围大，便于伪装放小球，但稳定性较双反差。雙手反拍是利用另一只手輔助持拍手反手擊球，一般比單手反拍產生更大的力量，稳定性好，但需要更精密的步伐配合。在20世纪多数优秀的网球选手采用单手反拍，但1970年代后越来越多的选手采用双反，目前大多职业选手选择了双反，包括拉斐爾·拿度和塞雷娜·威廉姆斯。

#### 削球
削球是将球拍从上往下切削，使球产生下旋，这样球落地后弹起，线路可能发生变化，并伴有回弹现象。下旋球落点容易控制，能打出长球或短球以迷惑对手，常用于随球上网，击球时比较省力。缺点是攻击力量不大。正手削球可以同上旋球和平击球交替使用，来交换旋转和节奏球，扰乱对方的节奏，使对手难以回球。

#### 截击
截击是在对方回球落地之前就将其打回对方的场地的击球，通常是在判断对方回球方向的基础上，自己移动到接近球网的位置是进行的回球，一般朝向对方很难触及的方向。截擊在雙打中非常重要，充當致勝關鍵。

#### 扣殺 （高压）
當對手方回球高度太高且深度太淺，可以利用一種類似發球的動作，將球以加壓方式快速擊回對方場地以產生制勝球，可是如果扣殺扣的太淺，彈至後場容易再被對手回擊，扣殺講求一擊就要得分，如果扣殺後還有太多與對手的對峙，這將對自己不利，故扣殺最好是直接扣至後場或將角度拉開讓對手來不及反應。

#### 網球程度分級
- NTRP由美國網球協會（USTA）制定的網球能力分級方法，從等級1（初學者）到等級7（職業選手）進行分級。[4]
- TRSI由網球賽聯誼會（TMA）所訂定的網球程度分級標準，以更明確的量化指標來評定程度等級，分為初等（Elementary）、中等（Intermediate）、高等（Advanced）三等別，各等別下分為三級數：初級（E）、中級（I）、高級（A），構成程度指標由（初等–初級）至（高等–高級）等別級數依序為：（EE）（EI）（EA）→（IE）（II）（IA）→（AE）（AI）（AA）共九個等級。
- The International Tennis Number(ITN) [5]
- 國際网球协会 World Tennis Number (WTN)[6]
- 國際通用網球評分系統（Universal Tennis Rating, UTR）[7]
- 中国网球协会网球运动技术等级（CTN） [8]

## 網球題材的作品

### 電影
- Little Mo （1978）
- 網住愛情 （2004）
- 愛情決勝點 （2005）
- 球已出界 （2009）
- 勝負反手拍 （2017）
- 決戰賽末點 （2018）
- 獨自·上場 （未上映）

### 電視劇
- 《網球王子》：2008年中國青春勵志劇，改篇日本漫畫《网球王子》
- 《加油！网球王子》：于2009年，2008年版《網球王子》的续集
- 《奮鬥吧，少年！》：2019年中國偶像劇，同改篇自日本漫畫《网球王子》，與2008年及2009年版中國電視劇並無關聯
- 《爱情而已》：2023年中國偶像劇，講述主角由羽毛球轉網球的運動員的歷程

### 漫畫
- 網球甜心（山本鈴美香） 1973年－1980年
- Happy!（浦澤直樹） 1994年－1999年
- 網球王子（許斐剛） 1999年7月－2008年2月
- 新網球王子（許斐剛） 2009年4月－連載中
- Baby Steps ~網球優等生~（勝木光） 2007年10月17日－連載中
- 迷糊軟網社（あづち涼） 2008年10月－連載中
- 網球愛將 石渡治

### 動畫
- 網球王子 (動畫)